# Федір Шелудяк
Федір Шелудяк (рік нар. невід. — помер 1672) — донський козак, один з найближчих сподвижників Степана Разіна, до якого приєднався ще на початку бунту, приваблений його славою й успіхами.

## Біографія
Федір Шелудяк завдяки своєму розуму й великій удачі став одним з головних помічників Степана Разіна й навесні 1670 брав участь в його поході з Царицина під Чорний Яр, очолюючи окрему групу повстанців. У червні цього ж року Шелудяк підтримував Разіна у взятті Астрахані, командуючи кінними загонами козаків. На час походу Разіна під Симбірськ був назначений головним в захопленій Астрахані.
Особливе значення мала діяльність Шелудяка в Астрахані в плані організованої своєрідної «козацької республіки», на чолі з отаманом Василем Усом, одним з найближчих помічників якого був Шелудяк Шелудяк був навіть змушений бігти в Царицин, але швидка знову був покликаний астраханцями, після чого перемінив, тактику, «вчинив коло» (скликав збори) козаків і виніс рішення про страту митрополита Йосифа і воєводи Прозоровського.
Проте в Астрахані Шелудяк своїми грабунками викликав таку ненависть жителів, що змушений був втікати до Царицина, рятуючись від переслідувань. За іншими свідченнями, тимчасовий розрив Шелудяка з міською біднотою і «робітними» людьми Астрахані мабуть стався через недостатню боротьбу отамана з контрреволюційною пропагандою астраханського митрополита Йосипа, що залишився на волі в місті після захоплення його разінцями й поширював царські відозви. Коли навесні 1671 поширилась звістка, що Разін під Симбірськом зазнав поразки від царських воєвод і потрапив у полон, Шелудяк, разом з деякими іншими отаманами, вирішив іти до Симбірська рятувати отамана. Козак розумів, що в разі невдачі він не зможе заховатись у Астрахані, бо тут знаходились два його найлютіші вороги: Астраханський воєвода князь Львов і архієпископ Йосип. Тому він розпочинає переговорили зі своїми прихильниками з метою звільнитись від впливових ворогів. Це принесло наслідки. Шелудяк «вчинив коло» (скликав збори) козаків і виніс рішення про страту митрополита Йосифа і воєводи Прозоровського. Забезпечивши собі таким чином відступ, Шелудяк поплив під Симбірськ, але його плани не здійснились внаслідок того, що московський воєвода Петро Васильович Шереметьєв у Симбірську зустрів Шелудяка, підсилив свої військові ряди із пониззя міст, розбив його і змусив відступити до Самари.
Переконавшись у невдачі, Шелудяк наважився здатися, але вимагав для себе і своїх спільників царської милостивої грамоти. Грамота була йому обіцяна, але його підлеглі козаки почали розбігатись і, залишившись майже самотнім, Шелудяк повернувся до Астрахані, де й засів. Слідом за ним підійшов до Астрахані й московський воєвода Іван Богданович Милославський, який у серпні 1671 обложив Астрахань і зажадав її здачі. Шелудяк вирішив захищатися: поставив на нагірній стороні річки одного зі своїх відданих спільників, Олексія Каторжного, цим припинивши зв'язок Милославського з верхніми містами й почав нападати на московського воєводу, не даючи можливість здійснювати облогу. На допомогу Милославському з'явився інший воєвода, князь Каспулат Муцанович Черкаський, який обложив Астрахань з іншого боку, припинивши підвезення до неї харчів і появу нових бунтівників. Ситуація для повстанців в Астрахані почала ускладнюватись відсутністю харчів. Сам Шелудяк потрапив до рук князя Черкаського, який заманив його до себе під виглядом переговорів і затримав у своєму таборі. Нарешті, після майже тримісячного опору, 26 листопада, астраханці здалися, випросивши прощення собі й своїм начальникам. Шелудяка звільнили, він декілька місяців прожив в Астрахані на волі. Проте з приїздом влітку 1672 року до Астрахані князя Одоєвського ситуація змінилась. Князь був надісланий з метою проведення слідства над бунтарями та їх покарання. Одним з перших був схоплений Шелудяк і, після допиту і тортур, страчений.